# Municipio de Logan (condado de Dodge)
El municipio de Logan (en inglés, Logan Township) es un municipio del condado de Dodge, Nebraska, Estados Unidos. Tiene una población estimada, a mediados de 2022, de 435 habitantes.

## Geografía
Está ubicado en las coordenadas 41°42′20″N 96°29′50″O / 41.70556, -96.49722 (41.705462, -96.497334). Según la Oficina del Censo de los Estados Unidos, tiene una superficie total de 92.52 km², de la cual 92.06 km² corresponden a tierra firme y 0.46 km² están cubiertos de agua.

## Demografía
Según el censo de 2020, en ese momento había 463 personas residiendo en la zona. La densidad de población era de 5.03 hab./km². El 92.87 % de los habitantes eran blancos, el 1.08 % eran amerindios, el 0.22 % era asiático, el 3.46 % eran de otras razas y el 2.38 % eran de una mezcla de razas. Del total de la población, el 5.83 % eran hispanos o latinos de cualquier raza.